# مرفق الجاثي (نجم)
المرفق (كابا الجاثي :Kappa Herculis κ Her, κ Herculis ) هو نجم مزدوج من نجوم كوكبة الجاثي على ركبته يقع على بعد 370 سنة ضوئية تقريبا . في الفلك الحديث اسم النجم Kappa Herculis A هو Marsic.

## التسمية
κ Herculis هي تسمية باير لهذا النجم .الأسماء التقليدية المنسوبة لهذا النجم هي: "Marfik", "Marfak" أو "Marsic" وكلها مشتقة من العربية (المرفق) "the elbow". في عام 2016، نظم الاتحاد الفلكي الدولي فريقا عاملا معنيا بأسماء النجوم (WGSN) لفهرست وتوحيد الأسماء الخاصة للنجوم للمجتمع الفلكي الدولي. . في 1 فبراير 2017 استحسن الفريق الاسم "Marsic" لكابا الجاثي A ، وهو الآن مدرج في فهرس الاتحاد الفلكي لأسماء النجوم.

## خصائص
المرفق (كابا الجاثي A ) نجم عملاق من التصنيف G8III. كتلتة تعادل 3.0 كتلة شمسية ونصف قطرة يعادل 16 R☉ ولة ضياء إشعاعي اجمالي يعادل 150 L☉. وقدرت بعثة هيباركوس بعدة بنحو 120 فرسخ فلكي من الأرض، أو 390 390 ± 20 سنة ضوئية. وهناك عنصر ثالث خافت κ Herculis C يبعد ما يزيد قليلا عن 1 دقيقة قوسية.
النجم الجاثي 8 يشكل ثنائي بصري مع نجم المرفق . المرفق نجم متغير محتمل حيث أفادت التقارير أن نطاق التغير يبلغ مقدارة من 4.70 إلى 5.02.

## روابط خارجية
- Jim Kaler's Stars, University of Illinois: MARSIC (Kappa Herculis)
- Hercules constellation map showing: κ Herculis